# Massacre de Plungė

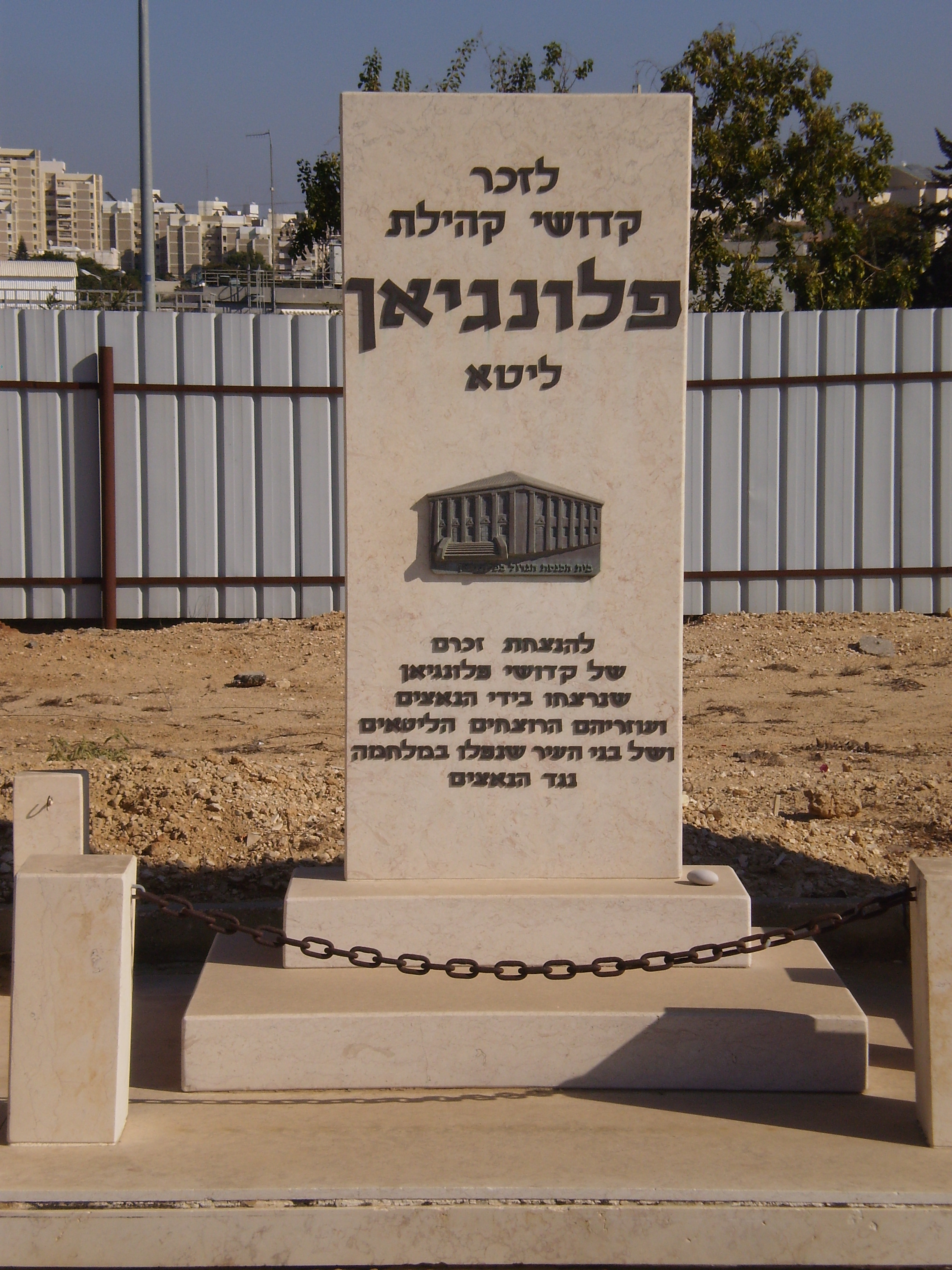
Mémorial à Holon, Israël.

Le massacre de Plungė (en yiddish Plungyan - פלונגיאן) est commis le 13 ou 15 juillet 1941 dans la ville de Plungė, en Lituanie, pendant la Seconde Guerre mondiale. Sur les 1700-1 800 Juifs qui restaient à Plungė, seuls quelques-uns ont survécu.

## Contexte
Les Juifs sont arrivés à Plungė en 1348 ; en 1900, les 2 500 Juifs représentent plus de la moitié de la population de la ville.
Après l'insurrection de Juin et l'invasion allemande dans le cadre de l'opération Barbarossa, la ville de Plungė est envahie par les forces allemandes le 25 juin 1941.
Les nationalistes lituaniens, dirigés par Jonas Noreika (en),, forment une administration municipale et une force de police.

## Ghetto et répression
Bien que relativement peu impliqués dans les événements ultérieurs, les forces allemandes exécutent 60 jeunes hommes juifs accusés d'être l'arrière-garde de l'Armée rouge.
Le 26 juin 1941, les Lituaniens forcent les Juifs à se rendre dans les environs du midrash et de la synagogue, quartier destiné à devenir un ghetto. Les Juifs ne sont autorisés à en sortir que pour le travail forcé, cela s'accompagnant d'humiliations, de coups, et parfois d'assassinat. Les conditions de vie (manque d'hygiène, surpeuplement, manque de nourriture et d'eau) dans le ghetto entraînent une mortalité élevée, particulièrement chez les personnes âgées. Des objets de valeur sont extorqués aux Juifs par les autorités lituaniennes.

## Massacre
Le 13 ou le 15 juillet, les nationalistes lituaniens mènent les Juifs dans des fossés près du village de Kaušėnai, dans la région de Nausodis, et les y exécutent. Sur les 1 700–1  800  Juifs de Plungė, seuls quelques-uns ont survécu. Les survivants sont ceux qui ont été déportés en Union soviétique avant l'invasion allemande et six qui furent cachés par des amis lituaniens.
Le prêtre catholique Petras Lygnugaris baptise 74 jeunes filles juives, dans une tentative de leur sauver la vie, mais les militants lituaniens les assassinent néanmoins. Plungė est l'une des premières villes d'Europe occupée par l'Allemagne où tous les habitants juifs sont assassinés, y compris les enfants, les femmes et les personnes âgées.

## Conséquences
72 Juifs de Plungė ont rejoint l'Armée rouge, dont 42 sont morts au combat. Après la guerre, il y a 138 Juifs à Plungė, la plupart émigrent en Israël, en Afrique du Sud et aux États-Unis. En 1970, il en reste 45. En 2002, Jacob Bunka (décédé en 2014) est le dernier juif de Plungė,,. Bunka a créé des sculptures en bois massives commémorant les massacres de Plunge et d'autres sites ainsi que la vie de la communauté juive.
Des sites de commémoration des événements de 1941 existent dans et autour de la ville,,. Un mur commémoratif portant les noms de la plupart des 1 800 Juifs tués se dresse au mémorial de l'Holocauste de Kaušėnai.